# Richard Guidry
 (décembre 2018).
Si vous disposez d'ouvrages ou d'articles de référence ou si vous connaissez des sites web de qualité traitant du thème abordé ici, merci de compléter l'article en donnant les références utiles à sa vérifiabilité et en les liant à la section « Notes et références ».
Pour l'ancien Représentant de l'État de la Louisiane, originaire de Lafourche Parish, voir Dick Guidry.
Richard Guidry, né le 18 octobre 1949 à Gueydan et mort le 27 juillet 2008 à Lafayette en Louisiane, est un activiste culturel et éducateur cadien qui a travaillé à la sauvegarde du français cadien en Louisiane.

## Biographie
Né à Gueydan le 18 octobre 1949, Richard Guidry (qui se faisait appeler« Le gros cadien ») a obtenu un baccalauréat en français et espagnol, ainsi qu’une maîtrise en enseignement du français, de l’University of Southwestern Louisiana (maintenant l’Université de Louisiane à Lafayette). 
Il a ensuite enseigné le français à St. Martin Parish, puis au Département d’éducation de la Louisiane en tant que Coordinateur des programmes éducatifs en langues et étrangères et en éducation bilingue (région IV). Lorsqu’il était à ce poste, il a introduit le français louisianais dans le curriculum éducatif français – une avancée majeure étant donné la stigmatisation liée au fait de parler les dialectes français de cet état.
Richard Guidry est rapidement devenu un porte-parole pour l’intégration du français cadien et créole dans le processus éducatif. « On s’est retrouvés dans beaucoup d’embûches, lui et moi », dit l’écrivain, professeur et folkloriste Barry Jean Ancelet. « Richard avait un franc-parler. Même quand il s’emportait, c’était toujours motivé par un sens aigu de la justice. Il ne supportait pas de voir que quelque chose était mal fait. Je n’ai jamais été plus fier d’être aux côtés de quelqu’un pendant une bataille. »
Richard Guidry a enseigné le français cadien à son alma mater, où il était membre associé de la faculté, et travaillait aussi en tant que co-éditeur et consultant du Dictionary of Louisiana French As Spoken in Creole, Cajun and American Indian Communities. Guidry avait une connaissance méticuleuse des variations dialectales du français Louisianais. Il a étudié les différences subtiles de Beaumont au Pierre Part, des Avoyelles au Golfe. « Il a appris les dialectes Louisianais dans toutes leurs merveilleuses variétés », dit Barry Ancelet. « Il était un consultant très précieux sur notre projet de Dictionnaire de français Lousianais tel qu’il est parlé (Dictionary of Louisiana French As Spoken in Creole, Cajun and American Indian Communities.). Quand on s’asseyait avec lui, c’était comme s’asseoir avec un dictionnaire parlant. Il était même plus rapide que la fonction recherche d’un ordinateur. »
Avec Earlene Broussard, une grande porte-parole du français cadien, devenue ensuite directrice du CODOFIL (Conseil pour le développement du français en Louisiane) en 1992, Richard Guidry a fondé en 1981 le Théâtre Cadien, un théâtre pour Cadiens et écrit par des Cadiens. « Processus de réinvention de la communauté […], le théâtre cadien conduit effectivement à une ‘Renaissance cadienne’, titre que s’est donnée cette littérature naissante. […] Ce théâtre tribunal, enquêteur de sa propre identité, dénonce ceux qui ont voulu assassiner le français en Louisiane. » (Cécilia Camoin, Le « théâtre cadien » : la scène comme manifeste linguistique, Authenticity and Legitimacy in Minority Theatre : Constructing Identity, Madalena Gonzalez, ed. Patrice Brasseur, Cambridge Scholars Publishing, 2010).
En 1995, la France a décoré Richard Guidry Chevalier de l’Ordre des Palmes Académiques, pour ses contributions au français en Louisiane.
Richard Guidry a aussi joué dans des productions théâtrales en français et est apparu dans des documentaires radiophoniques et télévisuels. Il a également été l’auteur de plusieurs publications, dont C’est p’us pareil, une collection littéraire écrite en français cadien et créole. Un premier ouvrage posthume, « B pour Bayou », un abécédaire cadien pour la jeunesse, paraîtra en 2019 aux éditions Bouton d’or Acadie. Cet album illustré est inspiré des nombreux outils pédagogiques que Richard Guidry a développé tout au cours de sa vie et contient des rubriques signées par ses ami.es.
« J’ai connu beaucoup de personnes qui laissent un vide quand ils décèdent, mais je ne connais personne qui va laisser un vide aussi grand que Richard », ajoute Barry Ancelet. « Il avait un très grand cœur. Il riait beaucoup, il pleurait beaucoup, c’était quelqu’un qui nous montrait vite qu’il nous aimait. Je ne sais pas si j’ai eu un ami aussi loyal, aussi fidèle, ouvert et généreux. »
Richard Guidry est décédé le 27 juillet 2008 à Lafayette, en Louisiane.